# 레이먼드 해튼
레이먼드 윌리엄 해튼(Raymond William Hatton, 1887년 7월 7일 ~ 1971년 10월 21일)은 미국의 영화 배우다. 500여편의 활동사진에 출연했다.
1887년 아이오와주에서 태어났다. 무성영화 시대에 성공을 누렸으며, 1920년대 일정 기간에 월리스 비어리와 반려하여 희극을 연출하기도 했다. 그렇지만 유성영화가 찾아옴에 따라 경력은 조락을 맞이했으며, 이다음부터는 조역을 맡아 연기했다. B급 서부극 시리즈 《세 메스키트》 등장인물로, 담배를 씹어 대는 몹시 우악스런 성격의 러스티 조스린 역이 대표적이다. TV 시리즈 《슈퍼맨의 모험》에도 출연했다. 1971년 캘리포니아주 펌데일에서 죽었다. 바인 가 1708번지 할리우드 명예의 거리에 그의 별이 박혀 있다.